# 吳之琦
吳之琦，號訒叟，福建晉江縣人，明朝政治人物、同进士出身。

## 生平
崇祯六年（1633年）癸酉科福建鄉試舉人，十年（1637年）丁丑科进士。户部觀政，本年六月授青浦县知县，十五年升礼部儀制司主事、礼部郎中。

## 家族
曾祖吴道泓，太学生；祖吴廷柱；父吴嘉煜。